# Незалежне місто (США)
У Сполучених Штатах незалежне місто (англ. Independent city) — це місто, яке не входить до жодного округу і вважається основним адміністративним підрозділом свого штату. Бюро перепису населення Сполучених Штатів класифікує незалежні міста як «еквіваленти округів» і може мати подібні державні повноваження, як і об'єднане місто-округ. Однак у випадку консолідованого міста-округу місто та повіт були об'єднані в єдину юрисдикцію, в якій повіт принаймні номінально існує донині, тоді як незалежне місто було юридично відокремлено від будь-якого повіту або злито з повітом що водночас перестало існувати навіть за назвою.
З 41 незалежного міста США 38 знаходяться у Вірджинії, чия конституція штату робить їх особливим випадком. Три незалежні міста за межами Вірджинії: Балтимор, Меріленд; Сент-Луїс, Міссурі; і Карсон-Сіті, штат Невада. Найбільш густонаселений з них — Балтимор.

## Вірджинія

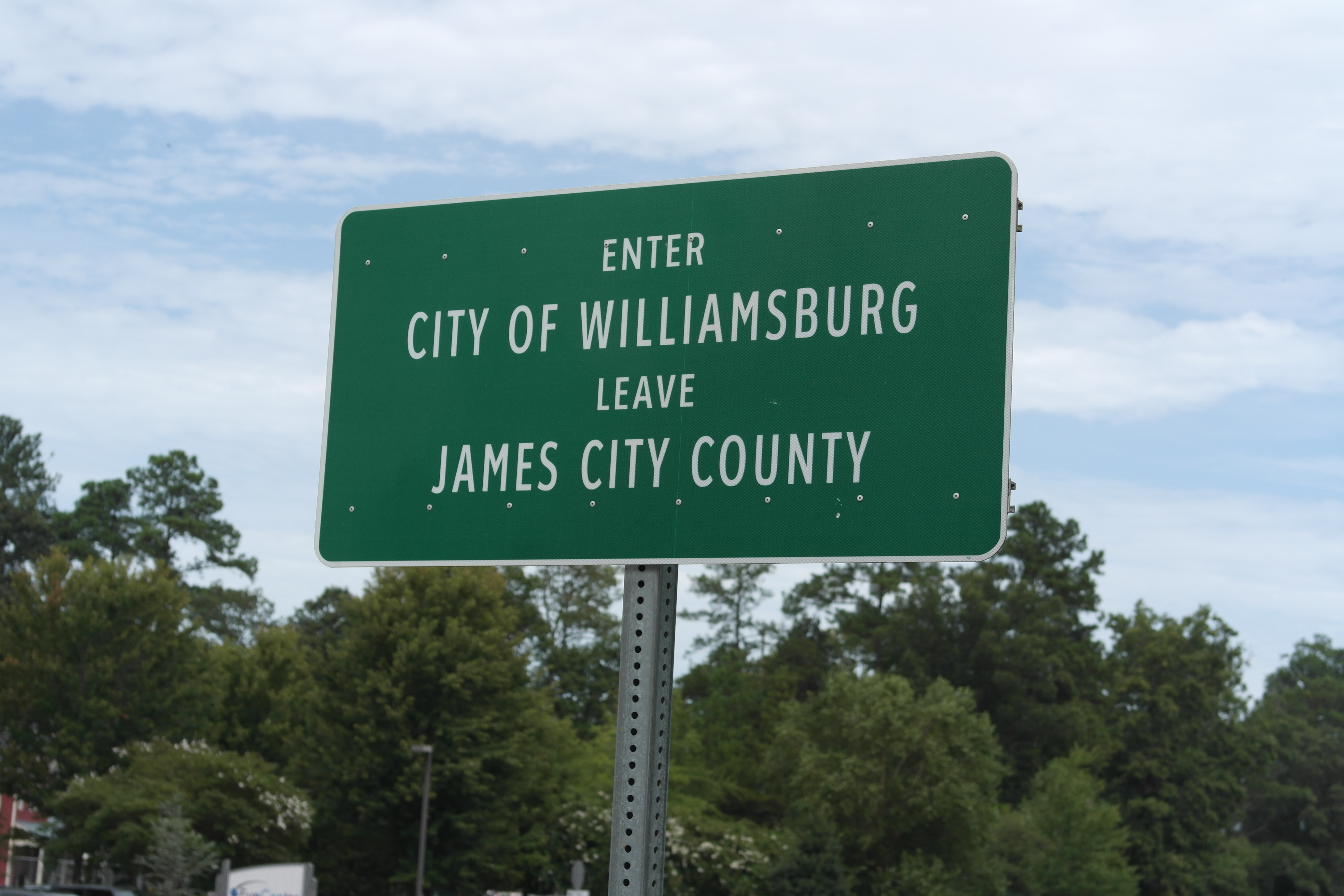
Знак, що позначає межі Вільямсбурга, штат Вірджинія, та округу Джеймс-Сіті, штат Вірджинія. Усі міста Вірджинії незалежні від округів, які їх оточують.

10 найбільш густонаселених міст Вірджинії (2010).

### Історія
У Співдружності Вірджинії всі муніципалітети, об'єднані як «міста», були «незалежними містами», також званими «вільними містами», з 1871 року, коли набула чинності переглянута конституція штату після громадянської війни в США та створення Західної Вірджинії. Тридцять вісім незалежних міст Вірджинії політично не є частиною округів, навіть якщо географічно вони можуть бути повністю оточені ним. Незалежне місто у Вірджинії може бути центром округу сусіднього округу, навіть якщо місто за визначенням не є частиною цього округу. Деякі інші муніципалітети Вірджинії, навіть якщо вони можуть бути більш населеними, ніж деякі існуючі незалежні міста, є інкорпорованими містами. Ці міста завжди є частиною округа. Об'єднані міста мають обмежені повноваження, що відрізняються залежно від статуту. Як правило, багато аспектів, таких як суди та відділи державних шкіл, у них спільні з округом, у якому вони знаходяться.
У штаті Вірджинія є два класи міст. Основна відмінність стосується судової системи. Першокласне місто (наприклад, Річмонд) має власний окружний суд, а також власний окружний суд. Місто другого сорту (напр Norton або Emporia) має власні окружні суди, але не власний окружний суд. Будучи містом другого класу, Ферфакс має спільний окружний суд з округом Ферфакс, тоді як Фоллз-Черч має спільний окружний суд із сусіднім округом Арлінгтон. У Вірджинії окружний суд не є судовим органом, тому всі справи розглядаються суддею; усі суди присяжних слухаються в окружному суді.
Три старші округи Вірджинії, походження яких сягає оригінальних восьми ширів Вірджинії, утворених у 1634 році в колонії Вірджинія, мають або мали слово місто у своїх назвах; однак політично вони є округами. Незалежні міста були сформовані для централізації торгівлі та правових питань, оскільки стара система торговельних суден, що курсували від плантації до плантації, була неефективною. Колоніальна столиця Вільямсбург була створена з цієї причини, будучи портом на річці Джеймс. Два з цих округів — Чарльз-Сіті-Каунті та Джеймс-Сіті-Каунті, назви яких походять від більш ранніх «інкорпорацій», створених у 1619 році Вірджинською компанією як Чарльз Сітті та Джеймс Сітті. Крім того, округ Елізабет-Сіті, який спочатку був частиною старішого округу Елізабет-Сітті, вимер у 1952 році, коли він був політично об'єднаний за взаємною згодою з маленьким містом Гемптон, центром округу, та містом Фебус. Ці об'єднані організації стали нинішнім незалежним містом Гемптон, штат Вірджинія, одним із найбільших міст Вірджинії.

### Колишні міста
Колишні незалежні міста, які нині вимерли, які довго існували у Вірджинії, включають:
- Бедфорд, який відмовився від статуту міста в 2013 році, і тепер є зареєстрованим містом у складі округу Бедфорд.
- Кліфтон-Фордж, який відмовився від статуту міста в 2001 році, і зараз є зареєстрованим містом в окрузі Аллегені.
- Манчестер, який був консолідований за взаємною згодою з містом Ричмонд у 1910 році.
- Саут-Бостон, який відмовився від статуту міста в 1994 році, і зараз є зареєстрованим містом в окрузі Галіфакс.
- Південний Норфолк, який об'єднався з округом Норфолк у 1963 році, утворивши місто Чесапік.

Ще два незалежних міста існували недовго:
- Нансемонд, створений на основі колишнього округу Нансемонд у 1972 році, був об'єднаний у 1974 році з тодішнім містом Саффолк і трьома некорпорованими містами в колишніх межах округу, щоб утворити сьогоднішнє місто Саффолк.
- Уорік, який був утворений з колишнього округу Уорік у 1952 році, у 1958 році був об'єднаний за взаємною згодою з нещодавно розширеним містом Ньюпорт-Ньюс.

## Інші штати
- Місто Балтимор було відокремлено від округу Балтімор, штат Меріленд, після прийняття Конституції Меріленда 1851 року.[5]
- Карсон-Сіті, штат Невада, об'єднався з округом Ормсбі в 1969 році, і округ було одночасно розпущено. Дебати щодо консолідації Карсон-Сіті та округу Ормсбі почалися в 1940-х роках, і це вимагало від виборців Невади схвалити поправку до конституції штату в 1968 році, щоб дозволити законодавчому органу Невади здійснити таке об'єднання.[6]
- Місто Сент-Луїс було відокремлено від округу Сент-Луїс, штат Міссурі, у 1876 році після того, як виборці схвалили відокремлення від округу.[7]

## Інші утворення схожі на незалежні міста
Незалежне місто — це не те саме, що:
- Консолідоване місто-округ (наприклад, Сан-Франциско, Філадельфія або Денвер), у якому уряди міста та округу (або, як у Луїзіані, парафії; або, як на Алясці, району) були об'єднані. Консолідоване місто-округ відрізняється від незалежного міста тим, що місто та округ номінально існують, хоча вони мають консолідований уряд, тоді як у незалежному місті округ навіть номінально не існує.[2]
- Високоурбанізований округ, як-от округ Арлінгтон, штат Вірджинія, який є повністю столичним, але містить лише некорпоровані громади, без об'єднаних міст чи муніципалітетів.
- «Федеративний» багаторівневий тип управління «місто-округ», такий як між Маямі та округом Маямі-Дейд, Флорида.
- Місто Нью-Йорк, яке є юрисдикцією sui generis : місто складається з п'яти районів, кожен з яких територіально збігається з округом штату Нью-Йорк.
- Вашингтон, округ Колумбія, який має особливий статус столиці США. Вона не є частиною жодної держави; замість цього округ Колумбія знаходиться під юрисдикцією Конгресу Сполучених Штатів відповідно до статті 1, розділ 8 Конституції США. Спочатку округ був поділений на три незалежні міста та два округи. Округ Александрія (який зараз утворює округ Арлінгтон) і незалежне місто Александрія були повернуті Вірджинії в 1846 році. Три інші суб'єкти (місто Вашингтон, Джорджтаун і округ Вашингтон) були об'єднані в консолідований уряд актом Конгресу в 1871 році. Конгрес заснував місцеве самоврядування міста, хоча міські закони можуть бути скасовані Конгресом. На практиці місто працює так само, як інші незалежні міста Сполучених Штатів.
- Міста та селища в Новій Англії традиційно мають дуже сильну владу, тоді як округи мають відповідно меншу важливість. Сьогодні більшість округів у південній частині Нової Англії (Коннектикут, Род-Айленд і Массачусетс) майже не мають пов'язаних з ними державних інституцій або функцій (окрім того, що вони служать основою для судових округів, а також розмежування попереджень Національної метеорологічної служби та медіаринків). Округи на півдні Нової Англії все ще номінально існують, тому жодне місто чи містечко в цих трьох штатах не є справді відокремленим від округа, хоча місто та округ Нантакет, штат Массачусетс (на острові з такою назвою), збігаються, а місто Бостон забезпечувало як повне управління, так і повний дохід свого округу Саффолк, хоча округ Саффолк також включає три набагато менші міста.
- Міста та селища в неорганізованому районі Аляски. Аляска не поділена на округи, але має майже еквіваленти, які називаються бороми. Однак, на відміну від еквівалентів округів в інших 49 штатах, райони не охоплюють усю земельну площу штату. Територія, яка не є територією жодного району, називається неорганізованим районом, хоча вона не має власного місцевого самоврядування. Бюро перепису населення ділить неорганізований район на кілька районів перепису, які воно розглядає як еквіваленти округу для статистичних цілей.[8]
- Місто чи село в штаті Огайо може бути незалежним від будь-якого селища, оскільки воно більш-менш співпадає з паперовим селищем. Бюро перепису населення класифікує ці муніципалітети як самостійні населені пункти.